# Fritz Müller (politikus)
Fritz Müller (Forst (Lausitz), 1920. december 3. – 2001. április 15.) német politikus. A középiskola befejezése után 1937 és 1939 között kereskedői tanfolyamot végzett. Katonaként részt vett a második világháborúban. 1969-ben és 1981-ben a Munka zászlajával, 1984-ben és 1985-ben pedig a Karl-Marx-renddel tüntették ki.